# Al Franken
Alan Stuart Franken, detto Al (New York, 21 maggio 1951), è un politico, attore, umorista, scrittore, sceneggiatore e conduttore radiofonico statunitense, senatore democratico per lo stato del Minnesota dal 2009 al 2018.

## Biografia
Nato a New York in una famiglia ebraica, in seguito si trasferì con i genitori nel Minnesota. Dopo gli studi alla Harvard University, ottenne un bachelor of arts in scienze politiche. Sin dal college, Franken studiò recitazione specializzandosi nel campo della satira. Subito dopo aver terminato gli studi venne assunto dalla NBC come sceneggiatore per la trasmissione televisiva emergente Saturday Night Live. Il programma riscosse un notevole successo e poco dopo Franken affiancò all'attività di sceneggiatore anche quella di comico, portando in scena alcuni sketch e creando perfino un personaggio, Stuart Smalley. Franken rimase nella trasmissione per diversi anni, lasciando la rete nel 1995 in segno di protesta per la mancata assegnazione della striscia Weekend Update (affidata al collega Norm MacDonald). Per il suo lavoro in SNL Franken ottenne sette nomination agli Emmy, vincendone tre.
Dopo aver lasciato la trasmissione, Franken proseguì nella sua professione di sceneggiatore per diversi programmi televisivi e in seguito si cimentò nell'attività di scrittore, pubblicando vari libri tra la fine degli anni novanta e l'inizio degli anni duemila. I suoi scritti satirici provocarono diverse polemiche, come nel caso del libro Balle! E tutti i ballisti che ce le stanno raccontando, in cui criticava i mass media che attuavano propagande in favore dell'amministrazione Bush. Il sottotitolo del libro (A Fair and Balanced Look at the Right) venne visto come un evidente richiamo allo slogan di Fox News Channel (Fair and Balanced), che prima della messa in vendita tentò un'azione legale contro Franken; il risultato fu che in breve tempo Fox News perse la causa e per una sorta di effetto Streisand il libro ottenne un clamoroso successo di vendite. Pochi mesi dopo Franken venne assunto come conduttore di una trasmissione radiofonica, The Al Franken Show. Il programma ebbe successo e andò in onda per tre anni, fino al febbraio 2007, quando Franken lasciò l'impiego annunciando la sua candidatura al Senato al fianco del Partito Democratico.
Le elezioni si rivelarono molto combattute: dopo aver vinto facilmente le primarie, Franken si trovò a concorrere contro il senatore repubblicano in carica Norm Coleman. Sin dall'inizio i due si trovarono testa a testa nei sondaggi e alla fine Franken prevalse per soli 312 voti. Coleman presentò un ricorso e ottenne il riconteggio delle schede, ma dopo alcuni mesi di dibattiti la Corte Suprema dello Stato dichiarò ufficialmente vincitore Franken.

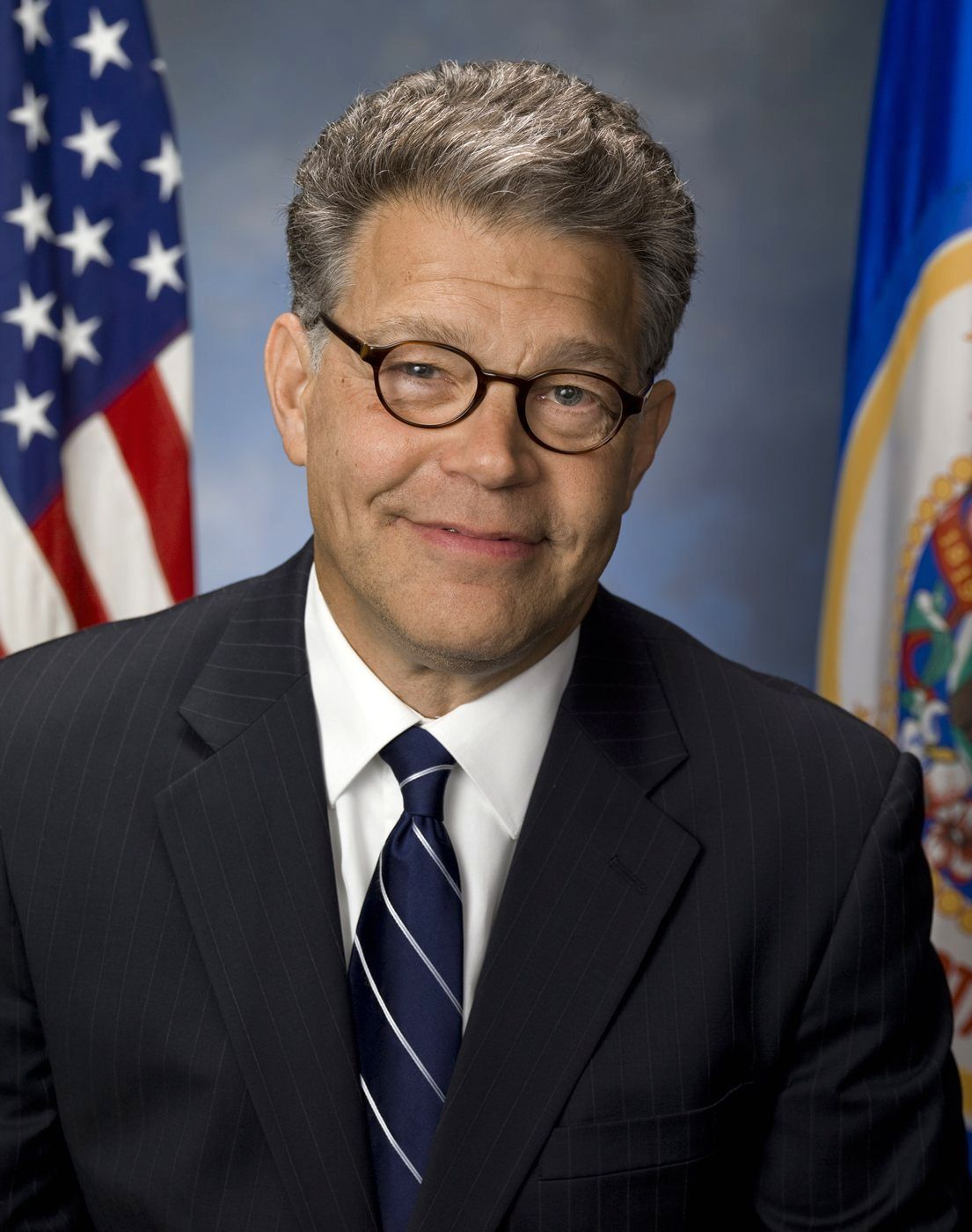
Ritratto ufficiale del senatore Al Franken durante il 111º Congresso.

Nel 2014 fu riconfermato dagli elettori per un secondo mandato, che tuttavia non riuscì a portare a termine: nel novembre del 2017, infatti, Franken fu accusato di molestie e comportamenti sessuali inappropriati da Leeann Tweeden, una modella con cui aveva lavorato tempo prima. Nonostante le scuse pubbliche di Franken, nei giorni successivi altre donne raccontarono di essere state in passato molestate dall'uomo; a quel punto molti parlamentari democratici chiesero al collega di fare un passo indietro e all'inizio di dicembre Franken annunciò la propria intenzione di dimettersi nelle settimane successive. Il 2 gennaio Franken presentò ufficialmente una lettera di dimissioni e lasciò il Senato, venendo succeduto da Tina Smith.
Sposato con Franni Bryson, Franken ha due figli e risiede a Minneapolis.

## Opere
- I'm Good Enough, I'm Smart Enough, and Doggone It, People Like Me!: Daily Affirmations with Stuart Smalley, 1992. ISBN 0-440-50470-8
- Rush Limbaugh Is a Big Fat Idiot and Other Observations, 1996. ISBN 0-385-31474-4
- Why Not Me?, 1999. ISBN 0-385-31809-X
- Oh, the Things I Know! A Guide to Success, or Failing That, Happiness, 2003. ISBN 0-452-28450-3
- Balle! E tutti i ballisti che ce le stanno raccontando, 2003. ISBN 88-04-52867-2
- The Truth (With Jokes), 2005. ISBN 0-525-94906-2